# Марі Ліндгрен
Марі Ліндгрен  (швед. Marie Lindgren, 26 березня 1970) — шведська фристайлістка, олімпійська медалістка.

## Виступи на Олімпіадах
| Олімпіада        | Дисципліна       | Місце |
| ---------------- | ---------------- | ----- |
| Ліллехаммер 1994 | лижна акробатика | 2     |